# Mińska Fabryka Zegarków
Mińska Fabryka Zegarków (białorus. ААТ «Мінскі гадзіннікавы завод», ros. ОАО «Минский часовой завод») – producent zegarków z Mińska.
Decyzję o budowie fabryki zegarków w Mińsku podjęto 22 września 1953 r. Pierwszy etap budowy zakończono w 1955 a zakłady zmieniono w działające przedsiębiorstwa 24 listopada 1955. 
Zakłady produkują zegarki pod markami Łucz (Luch, pol. Promień), Zaria i Vympel.

## Galeria

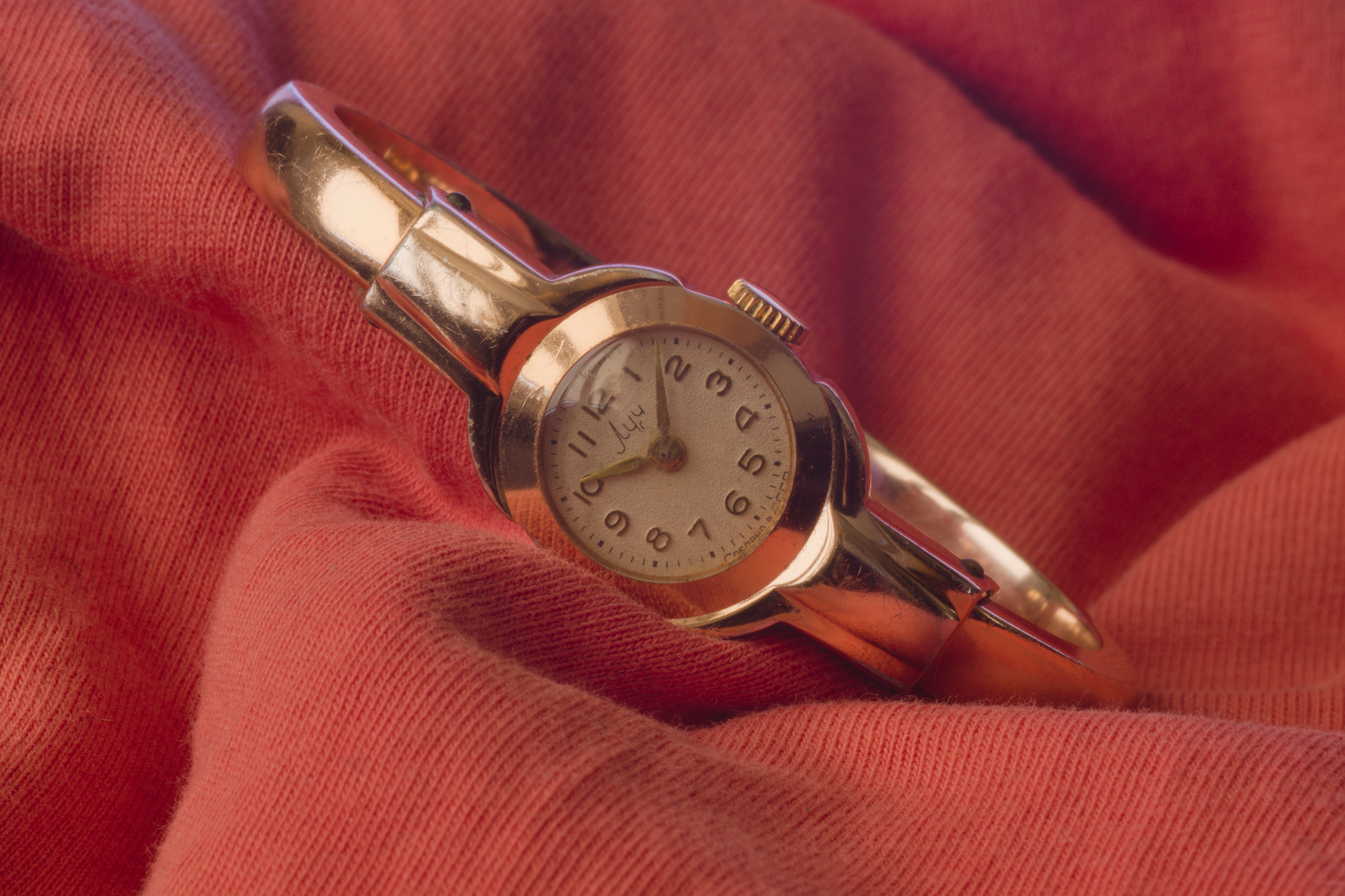
Damski zegarek Łucz
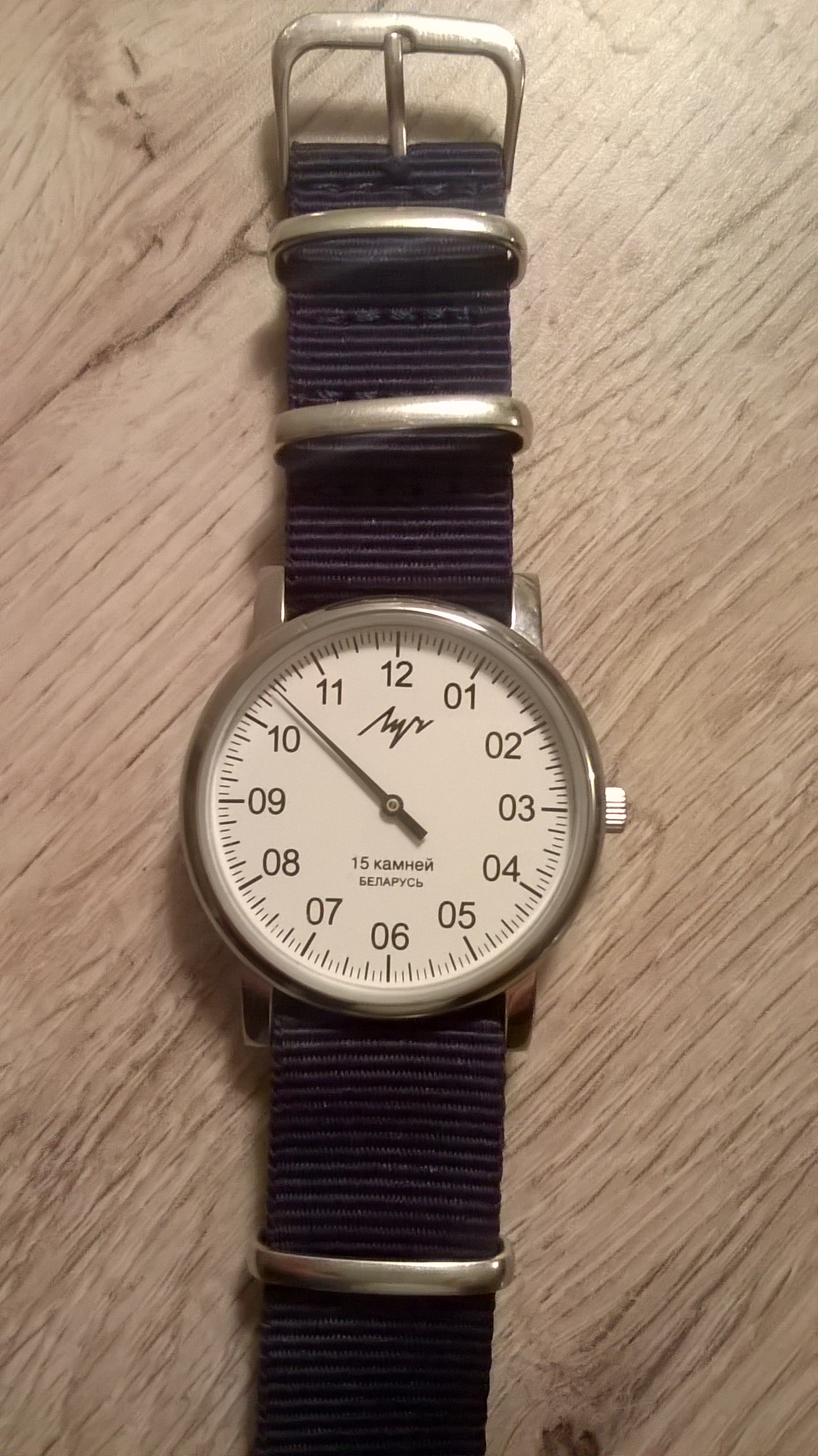
Męski zegarek Łucz
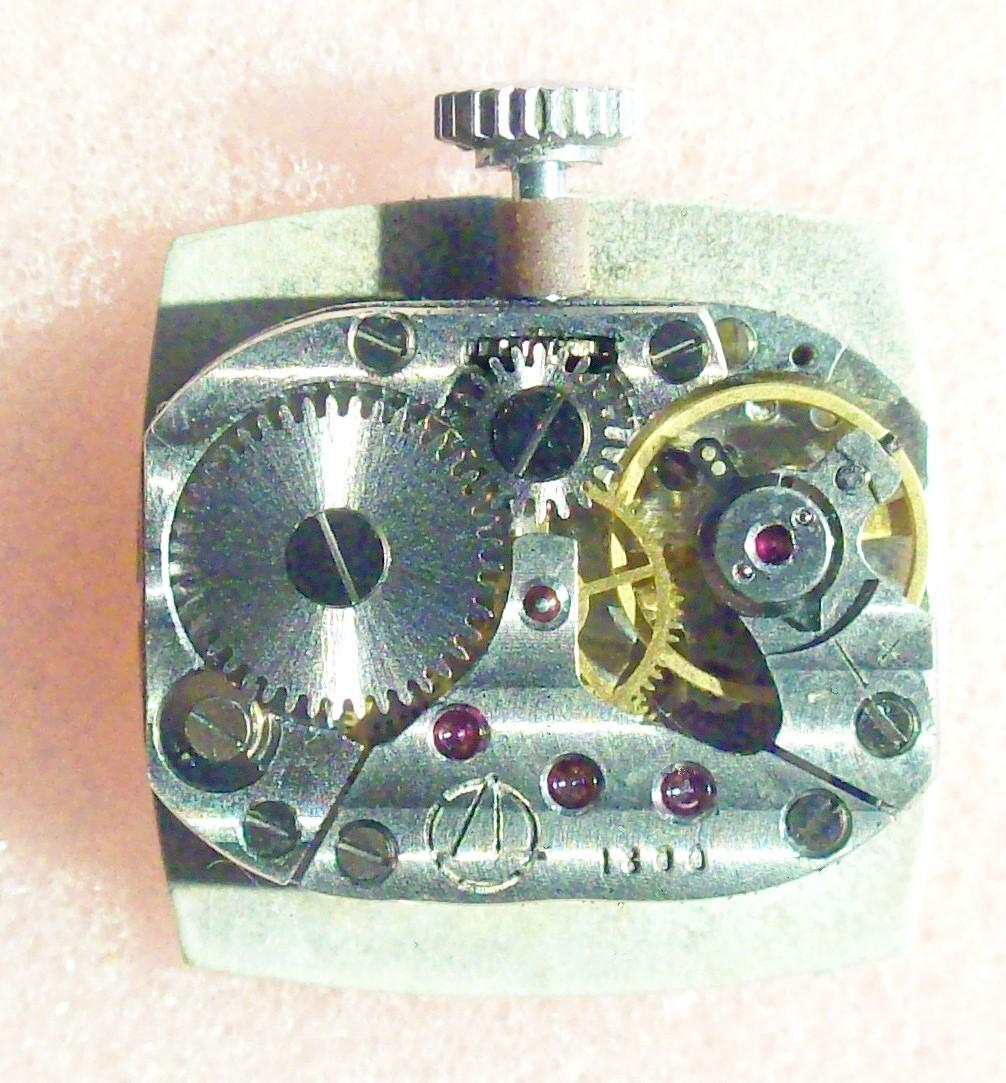
Mechanizm zegarka Łucz
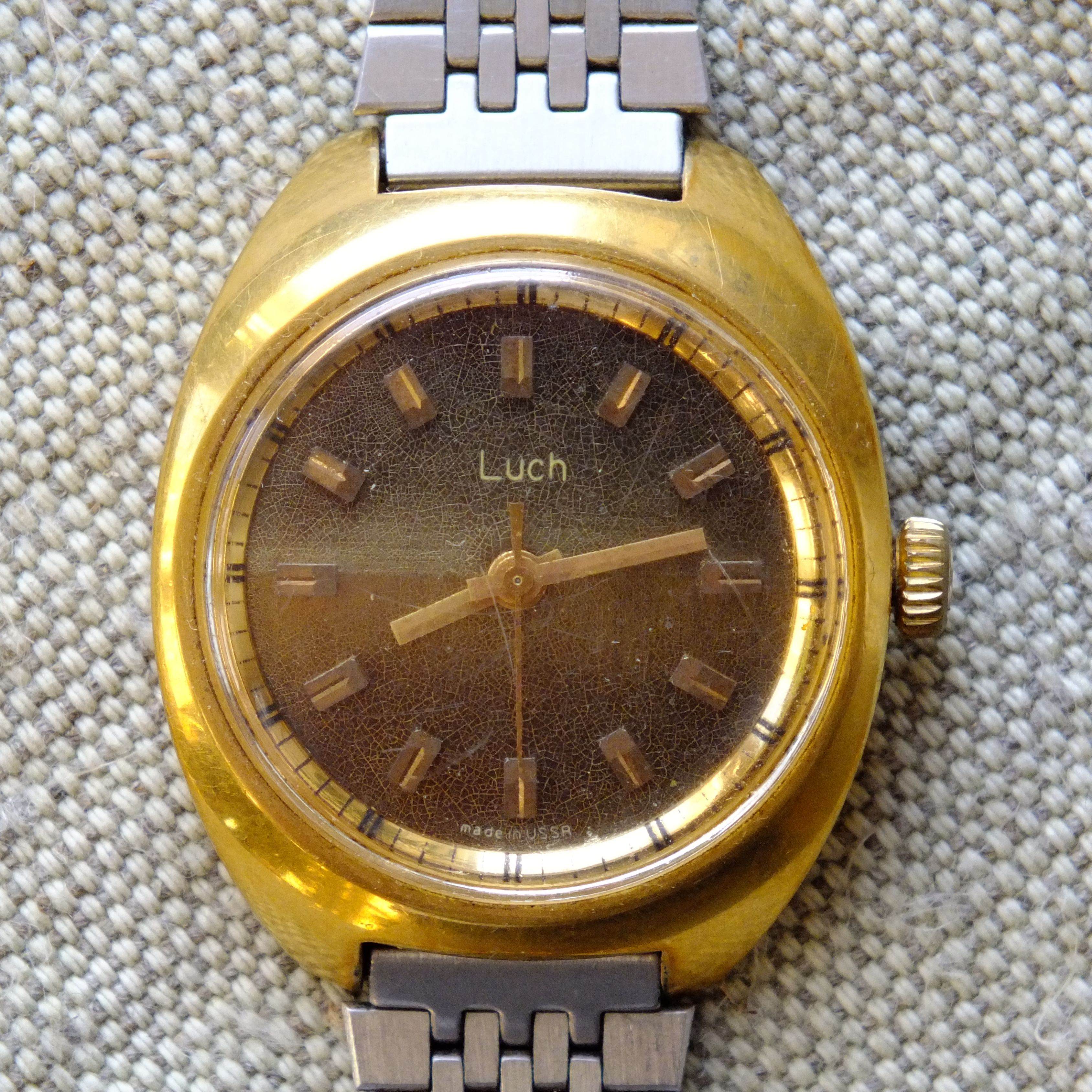
Damski zegarek Łucz